# Advaita-védánta
Advaita-védánta, v dévanágarí अद्वैत वेदान्त , je indická, filosoficko-náboženská škola zastupující čistý monismus (filosofie jedné reality). Toto je vyjádřeno sanskrtským souslovím a (ne) dvaita (dva). Sanskrtské slovo "advaita" se vztahuje ke ztotožnění individuálního bytí (átma) s univerzálním bytím (brahman). Sanskrtské slovo brahman nesmíme zaměňovat se sanskrtským slovem Brahmá, kterému v konceptu božské trojice Brahmá, Višnu a Šiva, náleží úloha stvořitele vesmíru. Brahman, stř. rod, nesklonný, malé písmeno, je abstraktní prvek božství – zcela nepopsatelný základ všeho. Postupem času došlo ke konkretizaci tohoto zcela abstraktního principu a tak vznikl zcela konkrétní bůh Brahmá.
Advaita-védánta, tak jako i ostatní ortodoxní i neortodoxní, filosoficko-náboženské školy védské filosofie, je založena na třech védských spisech nazývaných prasthánatrají a patří sem upanišady, Bhagavadgíta a brahmasútry. Mnoho známých i méně známých autorů psalo komentáře (bhášja) na tyto spisy, ale všeobecně nejuznávanějším je Ádi Šankara, který je přímým pokračovatelem tradice védských mistrů z dávné minulosti. Jeho učitelem byl Gaudapada Adžativáda a sám Šankara měl čtyři žáky Padma-pada, Hasta-malaka, Trotakáčárja a Vartika-kára. Adi Šankara je postavil do čela klášterů matha ve čtyřech hlavních oblastech Indie, aby udržovali nauku jedné reality. Šankara sám napsal komentáře na všechny prasthánatrají v Gaudapadija-karikas. Známé jsou také filosofická pojednání o védántské filosofii jedné reality v Upadéša-sáhasrí.

## Přehled
Podle advaita-védantské filosofické školy jsou tři úrovně pravdivého poznání:
- Neprojevená (páramárthika) úroveň pravdy, kde existuje brahman jako jediná realita.
- Účelová (vjávahárika) úroveň pravdy, kde jsou džíva (individuální podstata bytí) a íšvara (univerzální podstata bytí) účelově na sobě závislí ve hmotném světě.
- Domnělá (práthibhásika) úroveň pravdy, kde je hmotný svět jenom iluzorní

### Brahman
Brahman, v dévanágarí ब्रह्मन् , je zcela nepopsatelný základ všeho. Brahman je neměnná, nekonečná a neprojevená realita božské podstaty bytí, hmoty, energie, času a prostoru v tomto vesmíru. V Rgvéda dává brahman vzniknout prvotnímu bytí (hiranjagarbha), které splývá s bohem stvoření Brahmá. Brahmasútry, upanišady a Bhagavadgíta jsou prvním ztělesněním hiranjagarbhy. Zřeci, kteří komponovali upanišady, si uvědomili, že átma a brahman jsou jedno a totéž:
- jatínám brahma bhavati sárathih – "všechno to, co je, je brahman".[4]
- ešá brahmi sthitih – "toto je spočinutí v brahman".[5]

### Íšvara
Íšvara (v dévanágarí ईश्वर ) je hinduistický filosofický koncept nejvyššího Pána světa a osobního boha bez jakéhokoliv závislosti na náboženském směru. Doslova znamená sanskrtský slovní kořen iš vládnout nebo ovládat. Indičtí myslitelé, ršiové a světci definují Íšvara jako věčného, jedinečného, všemocného a vševědoucího Pána světa. Toto smýšlení je promítnuto do čtyř ortodoxních filosofický škol njája, vaišéšika, jóga a védánta. Sánkhja a mímánsá koncept Íšvara neznají. V advaita-védánta je Íšvara inkarnace božstva Višnu a uctíván jako osobní bůh, který udržuje zákon karmy.

### Átma
Átma nebo též átman (v dévanágarí आत्म, stř. rod, přepisované s malým počátečním písmenem) je hinduistický termín označující nejvnitřnější „já“ jedince a do češtiny překládá také jako „individuální bytí“ nebo „duše“. Átma se objevuje také v buddhistické filosofii, kde ale nabývá mírně odlišného významu (viz též anátma). Termín je poprvé plně rozebírán v upanišadách, jejichž základním poselstvím je totožnost átma a brahma, tedy totožnosti individuálního já s nejzazším, nepopsatelným vesmírným principem. Základem je tedy poznání átma a zjištění, že je vskutku totožné z brahma. Tak je možno dosáhnout vysvobození (mókša) z koloběhu životů (samsára). Toto poznání není pouhé intelektuální poznání, ale prožitek této jednoty, kterého je možno dosáhnout různými způsoby (v upanišadách se někdy mluví o meditaci, že vše je átma (Kathópanišad II.12).

### Májá
Májá, v dévanágarí माया , odvozené od sanskrtského slovního kořenu má (míra) znamená v češtině "hmotná iluze nebo klam". Pod vlivem máji si člověk myslí, že může být šťastný v pomíjivém hmotném světě. Příčinou utrpení člověka a jeho neschopnosti být šťastný je májá, pod jejímž vlivem zapomene na svou božskou podstatu.

### Mókša
Mókša, v dévanágarí मोक्ष, znamená v češtině "osvobození" a vztahuje se v hinduistických náboženstvích a indické filosofii k osvobození z koloběhu zrození a smrti. V buddhismu se užívá termínu nirvána, kde je také základním cílem vysvobození ze samsáry. Cesta k tomuto cíli je ale odlišná. V hinduismu je mókša neprojevený stav čistého vědomí, ve kterém zmizí empirická realita (prostor, čas a kauzalita) a ve kterém splynou hmota a energie.